# 루르드

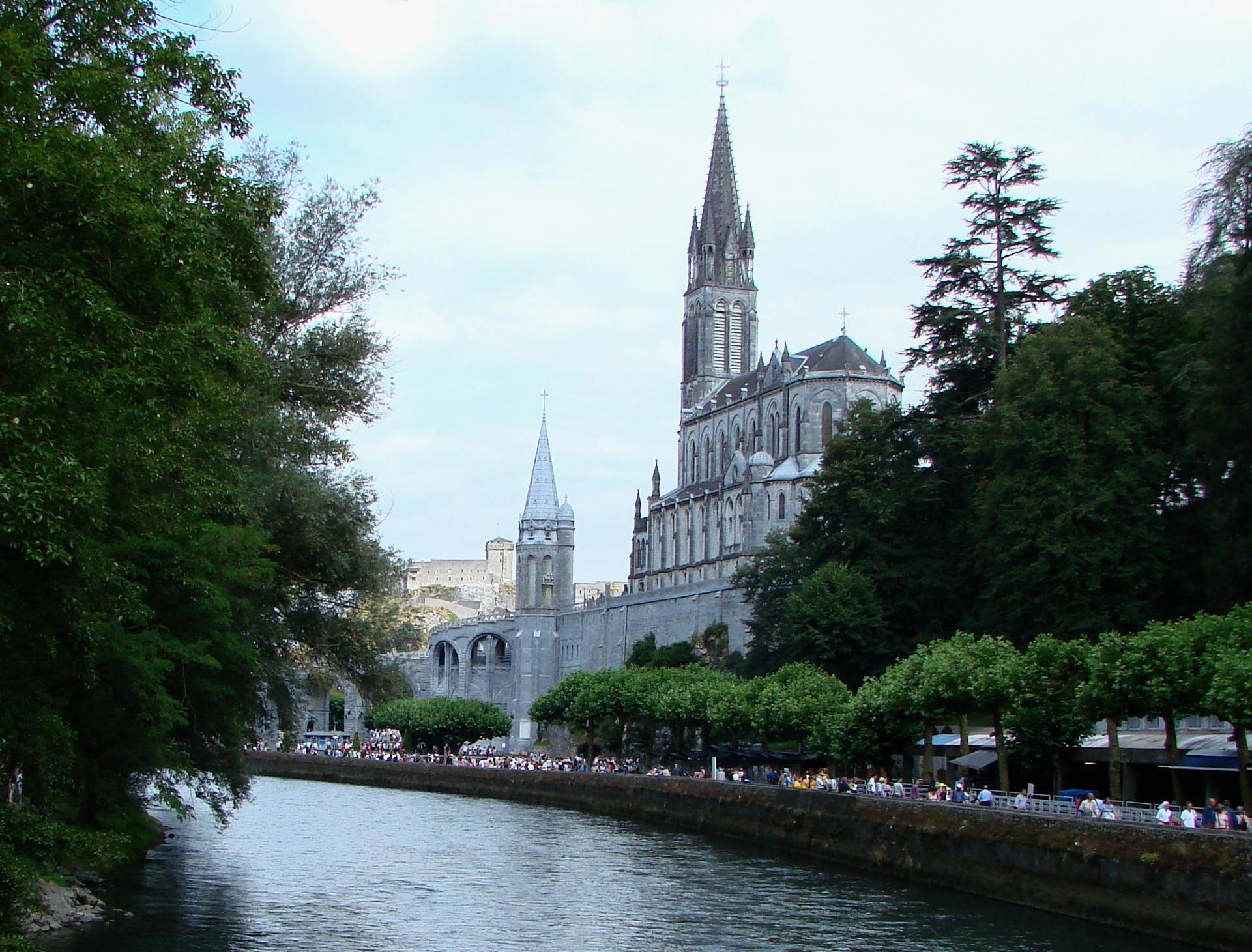

루르드(프랑스어: Lourdes)는 프랑스 남서쪽 피레네산맥에 있는 오트피레네 주의 남서쪽에 있는 마을이자 코뮌이다. 루르드는 원래 피레네산맥에 있는 작은 시장 마을이었다. 그 당시 가장 눈에 띄었던 특징은 바위 절벽 위에 있는 마을 한가운데에 높이 솟은 요새화된 성채였다.
1858년 2월 11일부터 7월 16일까지 프랑스의 루르드 마사비엘 동굴에서 14살 소녀 베르나데트 수비루가 18차례에 걸쳐 성모 마리아의 발현을 목격했다고 전해진다. 베르나데트는 성모 마리아의 모습을 흰옷에 파란색 허리띠를 두르고, 하얀 베일로 머리를 감쌌으며 팔에는 묵주가 있고 발아래에는 노란 장미가 있는 모습이라고 설명했다. 성모 마리아는 자신이 누구인지 묻는 베르나데트의 물음에 "나는 원죄 없는 잉태이다 Immaculata Conceptio"라고 말했고, "회개하고 죄인들을 위해 기도하라."는 메시지를 남겼다고 한다. 루르드의 성모 발현은 1854년 교황 비오 9세가 반포한 "성모님의 원죄 없는 잉태" 교의를 뒷받침해주는 사건으로 인식되고 있다.
아홉 번째 발현 때 성모 마리아가 "샘에 가서 물을 마시고 몸을 씻으라."고 말했고, 그때 베르나데트가 파낸 샘물이 아직도 메마르지 않고 솟아나고 있어 기적의 샘물, 루르드의 물이라고 불린다. 루르드는 질병의 치유를 위해 찾는 사람들에게 기적을 선사하고, 동시에 회개와 보속을 통한 내적 치유를 만들어낸다고 믿어지고 있어 순례지로 인기가 높다.
1858년 베르나데트 수비루에게 루르드의 성모가 발현했다는 이야기가 널리 퍼진 결과, 루르드는 매우 중요한 가톨릭의 성지 순례 장소 가운데 한 곳으로 탈바꿈하였다. 오늘날 루르드에는 약 1만 5천 명이 살고 있지만, 매년 약 5백만 명의 순례자와 관광객이 찾아오고 있다. 약 270채의 숙소가 있는 루르드는 프랑스에서 파리 다음으로 가장 많은 숙소를 보유한 도시이다. 이곳에는 타르브에루르드 교구좌가 자리 잡고 있다.

## 같이 보기
- 루르드의 성모
- 묵주